# Festival Internacional de Cinema de Santa Bárbara
O Festival Internacional de Cinema de Santa Barbara (SBIFF) é um festival de cinema realizado em Santa Barbara, Califórnia, desde 1986, por onze dias de sessões de filmes.
Em 2014, o festival apresentou mais de duzentos filmes, incluindo longas-metragens e curtas-metragens, de diferentes países e regiões. Além de filmes, o festival também contém diferentes seções, incluindo tributos a celebridades, à indústria de painéis e a programas de educação.

## Santa Barbara Award
- 2005 : Annette Bening
- 2006 : Naomi Watts
- 2007 : Bill Condon
- 2008 : Javier Bardem
- 2009 : Kate Winslet
- 2010 : Julianne Moore
- 2011 : Geoffrey Rush
- 2013 : Daniel Day-Lewis
- 2014 : Oprah Winfrey
- 2015 : Jennifer Aniston
- 2016 : Sylvester Stallone
- 2017 : Isabelle Huppert
- 2018 : Saoirse Ronan

## American Riviera Award
- 2004 : Diane Lane
- 2005 : Kevin Bacon
- 2006 : Philip Seymour Hoffman
- 2007 : Forest Whitaker
- 2008 : Tommy Lee Jones
- 2009 : Mickey Rourke
- 2010 : Sandra Bullock
- 2011 : Annette Bening
- 2012 : Martin Scorsese
- 2013 : Quentin Tarantino
- 2014 : Robert Redford
- 2015 : Patricia Arquette e Ethan Hawke
- 2016 : Michael Keaton, Rachel McAdams e Mark Ruffalo
- 2017 : Jeff Bridges
- 2018 : Sam Rockwell